# Сульжик Роман Миколайович
Сульжик Роман Миколайович (нар. 26 серпня 1974, м. Київ) — український та американський фінансист.

## Біографія
Закінчив Лідський університет за фахом «комп'ютерна наука і математика» (Computer Science & Mathematics) у 1995 році.
У 2005 році отримав ступінь MBA в Школі бізнесу Леонарда Н. Штерна.
У 1995 році почав кар'єру в IT-підрозділі технологічної компанії в Нью-Йорку.
З 2000 по 2008 рік працював в банку JP Morgan Chase в Нью-Йорку і Лондоні на посаді віце-президента. Брав участь у створенні системи ризик-менеджменту і займався торгівлею деривативами. Має 4 патенти на винаходи у цій сфері.
З 2008-го по 2011 рік був директором і очолював підрозділ торгівлі строковими фінансовими інструментами в Deutsche Bank в Москві.
Був членом ради ACIRussia — організації професіоналів фінансового ринку, входив до ради Національної валютної асоціації (НВА).
З квітня 2012-го обіймав посаду керуючого директора по ризиках Московської біржі.
У травні 2015 очолив Наглядову раду «Національного депозитарію України» (НДУ).
Незалежний член наглядової ради ПриватБанку з 30 липня 2019 року по 27 грудня 2022 року. Очолював ІТ-комітет наглядової ради та курував перехід ІТ-інфраструктури банку на хмарні сервіси в ЄС на початку повномасштабного вторгнення Росії в Україну.
Активно інвестує в інноваційний бізнес та стартапи з України.

### Громадянська позиція
Брав участь в опозиційних заходах в Москві і їздив на Євромайдан в Києві, де мав зустріч з сенатором Маккейном.
Після початку Майдану покинув пост у Московській біржі в грудні 2014 року. Був голослівно звинувачений у обвалі рубля. Повернувся до Києва, де живуть його батьки.

#### Звинувачення в обвалі рубля
Наприкінці 2014 року депутат Держдуми від "Єдиної Росії" Євген Федоров написав донос голові Слідчого комітету РФ Олександру Бастрикіну, в якому зазначив, що підозрює Сульжика в екстремізмі та маніпуляціях ринком з метою підриву стабільності рубля та російської економіки. Ознаки екстремізму Федоров побачив у тому, що Сульжик підтримував Євромайдан у Києві та публікував у соцмережі гасла Української повстанської армії.